# Bystřička
Bystřička (in tedesco Klein Bistritz) è un comune della Repubblica Ceca facente parte del distretto di Vsetín, nella regione di Zlín.